# Grupo lineal especial

Tabla de Cayley de SL(2,3).

En matemáticas, el grupo lineal especial de orden n sobre un cuerpo {\displaystyle \scriptstyle \mathbb {F} } es el grupo de matrices n×n con determinante igual a 1, con las operaciones de multiplicación de matrices. Este grupo se denota como:

{\displaystyle \operatorname {SL} _{n}(\mathbb {F} )\ {\mbox{o}}\ \operatorname {SL} (n,\mathbb {F} )\ {\mbox{o}}\ \operatorname {SL} (n)}

La última forma se usa cuando el cuerpo sobre el que se define el grupo está totalmente claro y no necesita ser especificado. Usualmente {\displaystyle \mathbb {F} } es {\displaystyle \mathbb {R} } o {\displaystyle \mathbb {C} }. Las letras SL se toman del nombre inglés Special Linear.
El grupo especial lineal es el subgrupo normal del grupo lineal general, dado por el núcleo de la función determinante:

{\displaystyle \det \colon \operatorname {GL} _{n}(\mathbb {F} )\to \mathbb {F} ^{\times }.}

donde:
{\displaystyle \mathbb {F} ^{\times }} designa el grupo multiplicativo, o conjunto de elementos diferentes de cero.
El grupo lineal especial constituye además una subvariedad algebraica del grupo lineal general (de hecho sus elementos satisfacen una ecuación polinómica, puesto que el determinante es una función polinómica de las componententes de la matriz).

## Interpretación geométrica
El grupo lineal especial SL(n, R) puede caracterizarse como el grupo de transformaciones lineales que preserva el volumen y la orientación del espacio euclídeo Rn; esto corresponde a la interpretación del determinante como medida del cambio de volumen y orientación.

## Subgrupo de Lie
Cuando {\displaystyle \scriptstyle \mathbb {F} } es {\displaystyle \scriptstyle \mathbb {R} } o {\displaystyle \scriptstyle \mathbb {C} }, SL(n) es un subrupo de Lie de GL(n) de dimensión n²−1. El álgebra de Lie {\displaystyle {\mathfrak {sl}}_{n}} de SL(n) está formada por todas las matrices n×n matrices con componentes en {\displaystyle \scriptstyle \mathbb {F} } y cuya traza es nula. El paréntesis de Lie viene dado por el conmutador de matrices.

## Topología
Cualquier matriz invertible puede representarse de manera única según la descomposición polar como el producto de una matriz unitaria y una matriz hermítica con autovalores positivos. El determinante de una matriz unitaria está sobre el círculo unidad del plano complejo, mientas que el de una matriz hermítica es un número real y positivo, y puesto que en el caso de una matriz del grupo lineal especial el producto de ambos debe ser 1. Cada una de las dos matrices que intervienen en esa descomposición polar debe tener determinante igual a 1, y por tanto un elemento del grupo lineal especial se puede escribir unívocamente como el producto de una matriz unitaria especial y una matriz hermítica positiva de determinante 1.
Eso lleva a que la topología del grupo SL(n, C) es la topología producto de la topología del grupo SU(n) y la topología del grupo de matrices hermíticas de determinante 1. Dado que una matriz hermítica de determinante unidad y autovalores positivos puede expresarse como la exponencial de una matriz de una matriz hermítica de traza nula, resulta que la topología es la del espacio euclídeo de dimensión n²−1.
La topología de SL(n, R) es el producto de la topología de  SO(n) y la topología del grupo de matrices simétricas con valores propios positivos. Dado que las últimas matrices pueden expresarse de forma única como exponenciales de matrices simétricas sin trazas, entonces esta última topología es la del espacio euclidiano (n+2)(n-1)/2 dimensional. El grupo SL(n, C), como SU(n), es simplemente conexo mientras que SL(n, R), como SO(n), no lo está. SL(n, R) tiene el mismo grupo fundamental que GL+(n, R) o SO(n), es decir, Z para n = 2 y Z2 para n > 2.

## Relaciones con otros subgrupos de GL(n,A)
Dos subgrupos relacionados, que en algunos casos coinciden con {\displaystyle \operatorname {SL} }, y en otros casos se combinan accidentalmente con {\displaystyle \operatorname {SL} }, son el subgrupo conmutador de {\displaystyle \operatorname {GL} }, y el grupo generado por las transvecciones. Ambos son subgrupos de {\displaystyle \operatorname {SL} } (las transvecciones tienen determinante 1, y {\displaystyle det} es una aplicación a un grupo abeliano, por lo que {\displaystyle [\operatorname {GL} ,\operatorname {GL} ]\leq \operatorname {SL} }), pero en general no coincidirán con dicho grupo. El grupo generado por transvecciones se denota {\displaystyle \operatorname {E} _{n}(A)}(para matrices elementales) o {\displaystyle \operatorname {TV} _{n}(A)}. Por el segundo  Relación de Steinberg, para {\displaystyle n\geq 3}, las transvecciones son conmutadores, por lo que {\displaystyle n\geq 3}, {\displaystyle \operatorname {E} _{n}(A)\leq [\operatorname {GL} _{n}(A),\operatorname {GL} _{n}(A)]}. Para {\displaystyle n=2}, las transvecciones no necesitan ser conmutadores (de matrices 2×2), como se ve por ejemplo cuando {\displaystyle A} es el campo de dos elementos, entonces :{\displaystyle \operatorname {Alt} (3)\cong [\operatorname {GL} _{2}(\mathbb {Z} /2\mathbb {Z} ),\operatorname {GL} _{2}(\mathbb {Z} /2\mathbb {Z} )]<\operatorname {E} _{2}(\mathbb {Z} /2\mathbb {Z} )=\operatorname {SL} _{2}(\mathbb {Z} /2\mathbb {Z} )=\operatorname {GL} _{2}(\mathbb {Z} /2\mathbb {Z} )\cong \operatorname {Sym} (3).}Sin embargo, si {\displaystyle A} es un campo, entonces {\displaystyle \operatorname {E} _{2}(A)=[\operatorname {GL} _{2}(A),\operatorname {GL} _{2}(A)]} a menos que {\displaystyle A} sea el campo de dos elementos,  y {\displaystyle \operatorname {E} _{2}(A)=[\operatorname {SL} _{2}(A),\operatorname {SL} _{2}(A)]} a menos que {\displaystyle A} sea el campo de 2 elementos o el campo de 3 elementos.
En algunas circunstancias estos coinciden: el grupo lineal especial sobre un cuerpo o un dominio euclidiano es generado por transvectiones, y el grupo lineal especial "estable" sobre un dominio de Dedekind es generado por transvectiones. Para anillos más generales, la diferencia estable se mide por el grupo especial de Whitehead {\displaystyle SK_{1}(A):=\operatorname {SL} (A)/\operatorname {E} (A)}, donde {\displaystyle \operatorname {SL} (A)} y {\displaystyle \operatorname {E} (A)} son el grupo estables del grupo lineal especial y matrices elementales.

## Generadores y relaciones
Si se trabaja sobre un anillo donde SL es generado por transvecciones (como un cuerpo o dominio euclidiano), se puede dar una presentación de SL usando transvecciones con algunas relaciones. Las transvecciones satisfacen las relaciones de Steinberg, pero éstas no son suficientes: el grupo resultante es el grupo de Steinberg (teoría K)| Grupo de Steinberg]], que no es el grupo lineal especial, sino más bien la extensión central universal del subgrupo conmutador de GL. Un conjunto suficiente de relaciones para {\displaystyle \operatorname {SL} (n,\mathbf {Z} )} para {\displaystyle n\geq 3} viene dado por dos de las relaciones de Steinberg, más una tercera relación (Conder,  Robertson y  Williams, 1992, p. 19). Sea {\displaystyle T_{ij}:=e_{ij}(1)} la matriz elemental con 1 en la diagonal y en la posición {\displaystyle ij}, y 0 en otros lugares (y {\displaystyle i\neq j}). Then:{\displaystyle {\begin{aligned}\left[T_{ij},T_{jk}\right]&=T_{ik}&&{\mbox{for }}i\neq k\\\left[T_{ij},T_{kl}\right]&=\mathbf {1} &&{\mbox{for }}i\neq l,j\neq k\\(T_{12}T_{21}^{-1}T_{12})^{4}&=\mathbf {1} \\\end{aligned}}}son un conjunto completo de relaciones para {\displaystyle \operatorname {SL} (n,\ mathbf{Z})}, {\displaystyle n\geq 3.}== Estructura de GL(n,F)==El grupo {\displaystyle \operatorname {GL} (n,F)} se divide sobre su determinante (usamos {\displaystyle F^{\times }{\stackrel {\sim }{\to }}\operatorname {GL} (1,F)\hookrightarrow \operatorname {GL} (n,F)} como el monomorfismo de {\displaystyle F^{\times }} a {\displaystyle \operatorname {GL} (n,F)},ver producto semidirecto), y por lo tanto GL(n, F) puede escribirse como un producto semidirecto de SL(n, F) por F×::GL(n, F) = SL(n, F) ⋊ F×.

## Álgebra de Liesl(n){\displaystyle {\mathfrak {sl}}(n)}
El álgebra de Lie del grupo SL(n,C) se puede representar por matrices complejas de n x n con traza nula. Además resulta ser que toda álgebra de Lie semisimple es de hecho, una subálgebra de {\displaystyle {\mathfrak {sl}}(n)}.